# Enrico Turolla
Enrico Turolla (Venezia, 11 ottobre 1896 – Venezia, 2 gennaio 1985) è stato un grecista, latinista, bizantinista, traduttore italiano, tra i più insigni nella storia degli studi classici del Novecento.

## Biografia
Nacque da Vincenzo Turolla e Beatrice Miani. S'iscrisse all'Università degli Studi di Padova, poi combatté come ufficiale di fanteria nella Prima Guerra Mondiale e si laureò nel 1921 all'Istituto di Studi Superiori di Firenze con Ermenegildo Pistelli. Insegnò nei licei a Venezia e Rovigo, poi al Liceo Parini di Milano (1926-1931) e al Liceo Foscarini di Venezia (1931-1950). Libero docente di greco dal 1932 all'Università di Padova, insegnò dal 1938 al 1954 Lingua e letteratura latina presso l'Istituto Universitario Ca' Foscari di Venezia. Dal 1954 al 1966 fu professore ordinario di Letteratura latina e di Filologia bizantina all'Università degli Studi di Catania (prima cattedra della materia) e dal 1961 al 1967 di Letteratura greca e di Filologia bizantina all'Università degli Studi di Genova. Si occupò, tra gli altri, di Platone, Orazio, Lucrezio, Marco Aurelio, Virgilio, Sofocle, Pascoli, Omero, Aristotele, Proclo, Dionigi l'Areopagita, Rosmini.